# Sielsowiet Lelczyce
Sielsowiet Lelczyce (biał. Лельчыцкі сельсавет, Lelczycki sielsawiet; ros. Лельчицкий сельсовет) – sielsowiet na Białorusi, w obwodzie homelskim, w rejonie lelczyckim, z siedzibą w Lelczycach (które nie wchodzą w jego skład).

## Demografia
Według spisu z 2009 sielsowiet Lelczyce zamieszkiwało 1799 osób, w tym 1739 Białorusinów (96,66%), 38 Rosjan (2,11%), 17 Ukraińców (0,94%), 2 Niemców (0,11%), 1 Polak (0,06%), 1 Tatar (0,06%) i 1 osoba, która nie podała żadnej narodowości.
Do 2019 liczba ludności spadła do 1399 osób. Największymi miejscowościami były wówczas Liplany (461 mieszkańców), Czemiernaje (403 mieszkańców), Buda Lelczyckaja (294 mieszkańców) i Pabiednaje (175 mieszkańców). Liczba ludności żadnej z pozostałych miejscowości nie przekraczała 64 osób.

## Geografia i transport
Sielsowiet położony jest na Polesiu, w środkowej części rejonu lelczyckiego. Enklawą sielsowietu jest osiedle typu miejskiego Lelczyce. 
Przez sielsowiet przebiega drogi republikańskie R36 i R128.

## Miejscowości
- agromiasteczko:
  - Liplany
- wsie:
  - Buda Lelczyckaja
  - Czemiernaje
  - Czyjannie
  - Pabiednaje
- chutor:
  - Żaralec